# 7830 Akihikotago
7830 Akihikotago eller 1993 DC1 är en asteroid i huvudbältet som upptäcktes den 24 februari 1993 av de japanska astronomerna Yoshio Kushida och Osamu Muramatsu vid Yatsugatake-Kobuchizawa-observatoriet. Den är uppkallad efter den japanske amatörastronomen Akihiko Tago.
Asteroiden har en diameter på ungefär 4 kilometer och den tillhör asteroidgruppen Nysa.